# A Patota
A Patota foi uma telenovela brasileira produzida e exibida pela TV Globo de 27 de novembro de 1972 a 29 de março de 1973, em 101 capítulos. Substituiu Bicho do Mato e foi substituída por Helena, sendo a terceira novela das seis exibida pela emissora.
Única novela escrita por Maria Clara Machado, foi dirigida por Reynaldo Boury e produzida em preto-e-branco.
Assim como grande parte das tramas anteriores ao ano de 1975, foi totalmente perdida no incêndio que atingiu o acervo da TV Globo em 1976. Restando apenas chamadas de estreia e fotos de bastidores.

## Sinopse
A Patota é um grupo de crianças formado por Juliana (Rosana Garcia), Pedro (Córis Júnior), Vicente (Fábio Mássimo) e Tião (José Prata), que moram na mesma vila, mas que têm um grande sonho: viajar para a África. Neli (Débora Duarte), a professora das crianças, juntamente com o namorado, Jorge (Mário Gomes), incentivam as crianças a conquistarem esse sonho.

## Elenco
| Ator/Atriz           | Personagem                 |
| -------------------- | -------------------------- |
| Débora Duarte        | Neli                       |
| Mário Gomes          | Jorge                      |
| Marco Nanini         | Professor Adolfo Simões    |
| Reynaldo Gonzaga     | Milton                     |
| Lúcia Alves          | Regina                     |
| Renata Fronzi        | Carmem                     |
| Paulo Padilha        | Dr. Cardoso                |
| Lídia Mattos         | Laura                      |
| Antônio Carlos Pires | Manuel Vira-Latas          |
| Lupe Gigliotti       | Bernardina                 |
| Pedro Paulo Rangel   | Zé Antônio (José Antônio)  |
| Sônia de Paula       | Ana (Aninha)               |
| Macedo Neto          | Dr. Camargo                |
| Flora Geny           | Dona Aurélia               |
| Hélio Ary            | Delegado Aureliano Matoso  |
| Arthur Costa Filho   | João                       |
| Zeny Pereira         | Basília                    |
| Suzy Kirbi           | Dona Anésia                |
| Urbano Lóes          | Dr. Stainfeld              |
| Zezé Motta           | Maria José (Zezinha)       |
| Fernando José        | Zé                         |
| Betty Saddy          | Olívia                     |
| Beth Caruso          | Adalgisa                   |
| Kléber Drable        | Mário                      |
| Amélin Fianni        | Mafalda                    |
| Manoel Vieira        | André                      |
| Leilane Chediak      | Marília                    |
| Vera Brahim          | Anita                      |
| Lia Farrel           | Lia                        |
| Oswaldo de Andrade   |                            |
| Martin Francisco     | Padre Julião               |
| Augusta Moreira      | Selma                      |
| Celso Murce          | Amigo de Milton            |
| Ilva Niño            | Beata                      |
| Antônio Andrade      | Trapaceiro                 |
| Crianças (A Patota)  |                            |
| Fábio Mássimo        | Vicente Cara-de-Pau        |
| Rosana Garcia        | Juliana                    |
| Júlio César Vieira   | Bolacha                    |
| José Prata           | Sebastião (Tião)           |
| Sergio Gdanski       | Bolacha                    |
| Francis Waimberg     | Mônica                     |
| Córis Júnior         | Pedro                      |
| Jorge Alexandre      | Chico Fantasia (Francisco) |

## Trilha sonora
1. "A Garotada" - The Clowns
2. "Echo Valley" - Wayne Newton
3. "Professor Borboleta" - The Clowns
4. "Silly Wasn't I" - Valerie Simpson
5. "Papa Was a Rolling Stone" - Temptations
6. "A Patota" - The Clowns
7. "Anjo da Manhã" - The Clowns
8. "Nick e o Viralata" - The Clowns
9. "Ooh-Wakka-Doo-Wakka-Day" - The Clowns
10. "Valsa dos Anjos" - The Clowns
11. "Beautiful Sunday" - The Clowns
12. "You Are Everything" - The Clowns
13. "Meet Me On The Corner" - The Clowns

Coordenação geral: João Araújo

Produção musical: Eustáquio Sena